# Ytterøya
Ytterøya est une île norvégienne du comté de Hordaland appartenant administrativement à Os.

## Description
Rocheuse et couverte d'arbres, elle s'étend sur environ 1,03 km de longueur pour une largeur approximative de 566 m. Elle compte une vingtaine d'habitations et plusieurs criques aménagées pour la plaisance. 